# 김상미 (배우)
김상미 (1975년 ~ )는 미스코리아 경기 선(善) 출신 대한민국의 배우다.

## 출신 학교
- 한양대학교 무용학과

## 출연작

### 영화
- 2001년 《화산고》 - 단역 영어 역
- 2000년 《순애보》 - 단역
- 1999년 《쉬리》 - 조연 수 역

## 가족
- 김수로 (오빠)
- 이경화 (올케)